# 利瑟河 (格倫訥河支流)
51°42′29.2″N 8°18′18.7″E / 51.708111°N 8.305194°E

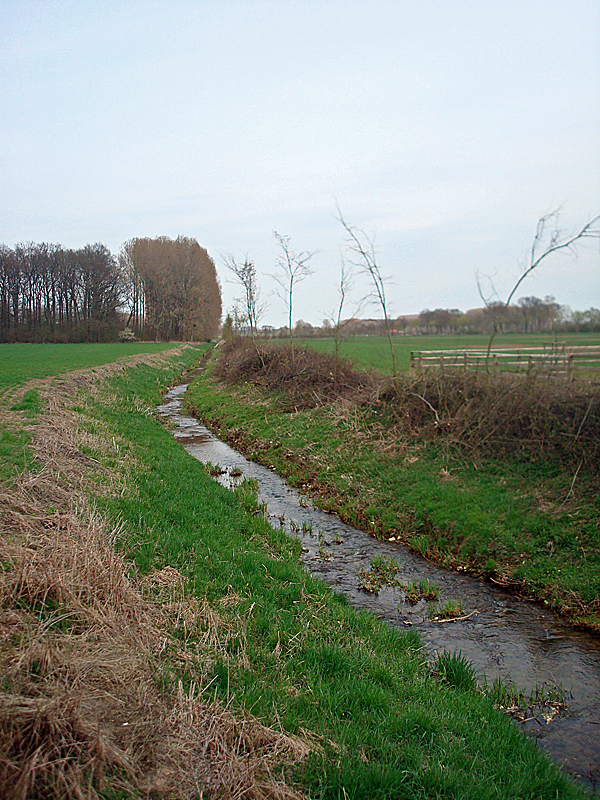

利瑟河（德語：Liese），是德國的河流，位於該國西部，處於北萊茵-威斯特法倫州，屬於格倫訥河的支流，河道全長18.9公里，流域面積90.5平方公里。